# Marion van Binsbergen
Marion Philippina Pritchard (Amsterdam, 7 novembre 1920 – Vershire, 11 dicembre 2016) è stata una psicoanalista e assistente sociale olandese che si è distinta per aver salvato degli ebrei nei Paesi Bassi durante la seconda guerra mondiale.
Ha contribuito a salvare circa 150 ebrei olandesi, la maggior parte dei quali bambini, durante l'occupazione tedesca dei Paesi Bassi. Oltre a proteggere la vita di queste persone, fu imprigionata dai nazisti, collaborò con la resistenza olandese e uccise un noto informatore olandese dei nazisti per salvare i bambini ebrei olandesi.

## Biografia

### Primi anni di vita
Era la figlia del giudice liberale Jacob van Binsbergen di Amsterdam. Ha ricordato di essere andata a scuola con ebrei in ogni classe e ha riferito che erano "considerati olandesi come tutti gli altri". All'età di 19 anni, si è iscritta ad un corso per il lavoro sociale ad Amsterdam.

### Occupazione tedesca dei Paesi Bassi
L'esercito tedesco invase e occupò i Paesi Bassi nel maggio 1940. Durante i suoi studi di assistenza sociale, Pritchard (ancora van Binsbergen) fu arrestata mentre soggiornava durante il coprifuoco con gli amici, che, a sua insaputa, distribuivano trascrizioni di trasmissioni radio alleate, ed è stata imprigionata per sette mesi.
Nella primavera del 1942, Pritchard assistette a un rastrellamento di bambini ebrei, inclusi neonati e bambini di otto anni, presi per le membra o per i capelli e gettati su camion per essere portati via dai nazisti, insieme ad altre due donne cha cercarono di intervenire. Queste due donne hanno aggredito i soldati e sono state portate via anche loro su un camion. Ha descritto la sua reazione di fronte a questo evento in questo modo: "Ero scioccata e in lacrime, e dopo ho capito che il mio lavoro di salvataggio era più importante di qualsiasi altra cosa potessi fare".
Pritchard iniziò il suo lavoro come facente parte della clandestinità olandese, portando cibo, vestiti e documenti a coloro che si nascondevano dai nazisti. Come parte del suo piano di salvataggio, Pritchard ha registrato i bambini ebrei come suoi figli e poi li ha collocati in case sicure di non ebrei. Ha ottenuto documenti d'identità falsi e tessere annonarie per adulti ebrei. Ha poi intrapreso anche attività più pericolose, come ad esempio quando è stata incaricata di consegnare un pacco a una casa nella zona settentrionale del paese: durante il viaggio, le è stata affidata una bambina da uno sconosciuto. Una volta raggiunta la sua destinazione, ha scoperto che le persone a cui avrebbe dovuto consegnare il pacco erano state arrestate. Si è poi rifugiata presso una famiglia, originariamente non facenti parte dell'operazione, che hanno accettato di prendersi cura di lei e del bambino.
Il suo salvataggio più famoso avvenne alla fine del 1942, quando ospitò Fred Polak ed i suoi tre figli negli alloggi della servitù della villa di un amico a Huizen, 24 chilometri fuori Amsterdam. Lì i Polaks si stabilirono per nascondersi dalle ispezioni tedesche dei locali, funzionò fino a quando nel 1944 un collaboratore olandese, che aveva imparato a tornare ai nascondigli nella speranza di scoprire ebrei che uscivano dalla clandestinità, scoprì la famiglia. Pritchard non vide altra possibilità, se non quella di prendere un revolver e sparare all'uomo. Fu nascosto grazie ad un'impresa di pompe funebri e sepolto nella stessa bara con un'altra persona senza che il suo destino fosse scoperto dalle autorità.
Non ha mai discusso di queste sue attività con i suoi familiari per timore che venissero messi in pericolo.

### Il dopoguerra
Dopo la guerra, Pritchard ha lavorato per la UNRRA in Germania nei campi profughi. Qui ha incontrato e sposato Anton "Tony" Pritchard, il capo di un campo in Baviera e ufficiale dell'esercito degli Stati Uniti recentemente dimesso. I Pritchard si trasferirono poi negli Stati Uniti nel 1947 e si stabilirono a Waccabuc, nello stato di New York, dove lavorò come assistente sociale infantile, aiutando le famiglie di rifugiati. I Pritchard avevano tre figli, Arnold, Ivor e Brian. Nel 1976, lei e suo marito si trasferirono a Vershire, nel Vermont, e iniziò i suoi studi per diventare psicoanalista presso la Boston Graduate School of Psychoanalysis. Ha poi praticato la professione di psicoanalista.
Pritchard è morta all'età di 96 anni nel dicembre 2016 di arteriosclerosi.

## Onorificenze
- Giusto tra le nazioni di Yad Vashem nel 1981[9]
- Medaglia Wallenberg nel 1996[4]
- La laurea honoris causa in giurisprudenza del 2004 presso l'Università del Vermont e un libro commemorativo del Center for Holocaust Studies dell'università[12]
- Medal of Valor del Simon Wiesenthal Center nel 2009
- La memoria presso il United States Holocaust Memorial Museum